# Evelyne Leu
Evelyne Leu (ur. 7 lipca 1976 w Bottmingen) – szwajcarska narciarka, specjalistka narciarstwa dowolnego. Specjalizuje się w skokach akrobatycznych. Zdobyła złoty medal na igrzyskach olimpijskich w Turynie. Ponadto zdobyła też srebrny medal podczas mistrzostw świata w Ruka. Najlepsze wyniki w Pucharze Świata osiągnęła w sezonie 2005/2006, kiedy to zajęła 7. miejsce w klasyfikacji generalnej, a w klasyfikacji skoków akrobatycznych zdobyła małą kryształową kulę. Wielokrotnie zostawała mistrzynią Szwajcarii (1995, 2001, 2003, 2004, 2005, 2006, 2007, 2008, 2009).
Karierę zakończyła w kwietniu 2010 r.

## Osiągnięcia

### Igrzyska olimpijskie
| Miejsce | Dzień     | Rok  | Miejscowość    | Konkurencja        | Zwycięzca     |
| ------- | --------- | ---- | -------------- | ------------------ | ------------- |
| 15.     | 18 lutego | 1998 | Nagano         | Skoki akrobatyczne | Nikki Stone   |
| 11.     | 18 lutego | 2002 | Salt Lake City | Skoki akrobatyczne | Alisa Camplin |
| 1.      | 22 lutego | 2006 | Turyn          | Skoki akrobatyczne | -             |
| 16.     | 24 lutego | 2010 | Vancouver      | Skoki akrobatyczne | Lydia Lassila |

### Mistrzostwa świata
| Miejsce | Dzień       | Rok  | Miejscowość          | Konkurencja        | Zwycięzca        |
| ------- | ----------- | ---- | -------------------- | ------------------ | ---------------- |
| 14.     | 9 lutego    | 1997 | Iizuna               | Skoki akrobatyczne | Kirstie Marshall |
| 14.     | 13 marca    | 1999 | Meiringen            | Skoki akrobatyczne | Jacqui Cooper    |
| 4.      | 20 stycznia | 2001 | Whistler             | Skoki akrobatyczne | Veronika Bauer   |
| 9.      | 1 lutego    | 2003 | Deer Valley          | Skoki akrobatyczne | Alisa Camplin    |
| 2.      | 18 marca    | 2005 | Ruka                 | Skoki akrobatyczne | Li Nina          |
| 5.      | 10 marca    | 2007 | Madonna di Campiglio | Skoki akrobatyczne | Li Nina          |
| 15.     | 4 marca     | 2009 | Inawashiro           | Skoki akrobatyczne | Li Nina          |

### Puchar Świata

#### Miejsca w klasyfikacji generalnej
- sezon 1993/1994: 88.
- sezon 1994/1995: 63.
- sezon 1995/1996: 51.
- sezon 1996/1997: 34.
- sezon 1997/1998: 45.
- sezon 1998/1999: 12.
- sezon 1999/2000: 10.
- sezon 2000/2001: 18.
- sezon 2001/2002: 44.
- sezon 2002/2003: 23.
- sezon 2003/2004: 16.
- sezon 2004/2005: 19.
- sezon 2005/2006: 7.
- sezon 2006/2007: 7.
- sezon 2007/2008: 20.
- sezon 2008/2009: 17.
- sezon 2009/2010: 20.

#### Miejsca na podium
1. Tignes – 7 grudnia 1996 (Skoki akrobatyczne) – 3. miejsce
2. Mont Tremblant – 8 stycznia 1999 (Skoki akrobatyczne) – 1. miejsce
3. Heavenly Valley – 23 stycznia 2000 (Skoki akrobatyczne) – 3. miejsce
4. Deer Valley – 6 stycznia 2001 (Skoki akrobatyczne) – 1. miejsce
5. Sunday River – 27 stycznia 2001 (Skoki akrobatyczne) – 3. miejsce
6. Špindlerův Mlýn – 2 marca 2003 (Skoki akrobatyczne) – 1. miejsce
7. Deer Valley – 31 stycznia 2004 (Skoki akrobatyczne) – 3. miejsce
8. Changchun – 14 lutego 2004 (Skoki akrobatyczne) – 2. miejsce
9. Sauze d’Oulx – 10 marca 2004 (Skoki akrobatyczne) – 2. miejsce
10. Changchun – 12 lutego 2005 (Skoki akrobatyczne) – 2. miejsce
11. Sauze d’Oulx – 19 lutego 2005 (Skoki akrobatyczne) – 1. miejsce
12. Špindlerův Mlýn – 5 marca 2005 (Skoki akrobatyczne) – 2. miejsce
13. Changchun – 16 grudnia 2005 (Skoki akrobatyczne) – 3. miejsce
14. Mont Gabriel – 8 stycznia 2006 (Skoki akrobatyczne) – 1. miejsce
15. Lake Placid – 21 stycznia 2006 (Skoki akrobatyczne) – 1. miejsce
16. Davos – 7 marca 2006 (Skoki akrobatyczne) – 3. miejsce
17. Deer Valley – 12 stycznia 2007 (Skoki akrobatyczne) – 1. miejsce
18. Lake Placid – 19 stycznia 2008 (Skoki akrobatyczne) – 3. miejsce
19. Davos – 7 marca 2008 (Skoki akrobatyczne) – 1. miejsce
20. Cypress Mountain – 6 lutego 2009 (Skoki akrobatyczne) – 1. miejsce
21. Calgary – 10 stycznia 2010 (Skoki akrobatyczne) – 2. miejsce

- W sumie 9 zwycięstw, 5 drugich i 7 trzecich miejsc.